# Katerina Timm

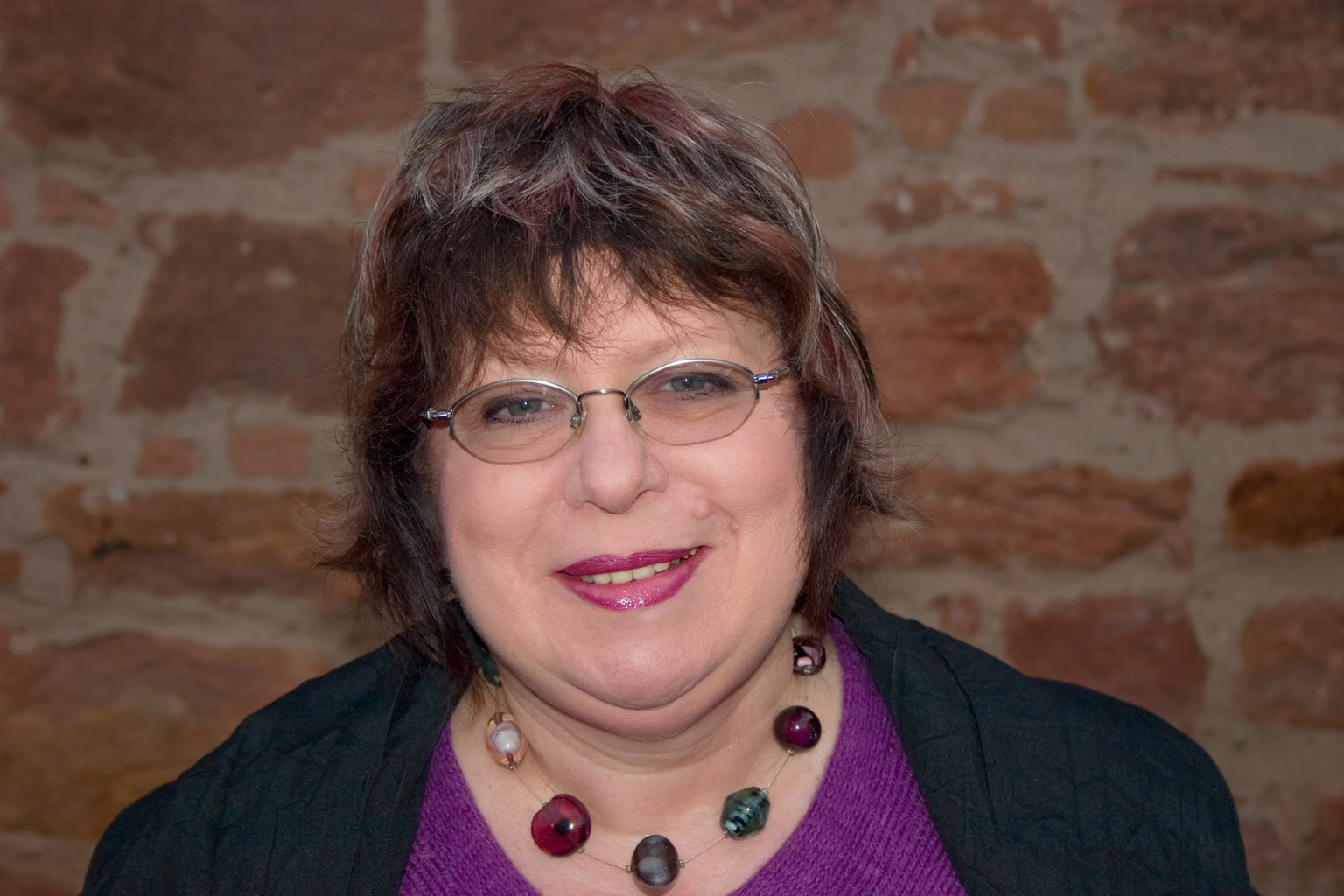
Katerina Timm, 2009

Katerina Timm (* 16. August 1952 in Pirmasens) ist eine deutsche Psychologin, Psychotherapeutin und Romanautorin.

## Leben
Katerina Timm wurde in Rheinland-Pfalz geboren und zog im Alter von sieben Jahren mit ihrer Familie nach Büdingen in Hessen. Timm studierte Psychologie in Marburg und arbeitet seit dreißig Jahren als Psychotherapeutin. 2007 erschien ihr erstes Buch, Die Kosakenbraut; 2009 stellte Timm ihren zweiten Roman Hexenschwester vor. Ort der Handlung ist Büdingen, die Stadt in der sie aufwuchs und in der sie zum ersten Mal von den Büdinger Hexenprozessen hörte. Die Kosakenbraut war 2009 für den DeLiA-Literaturpreis nominiert und erreichte das Finale. 2011 veröffentlichte Timm als weiteren historischen Roman Der Schwur der Jungfrauen.

## Werke
- Die Kosakenbraut. Historischer Roman. Marion von Schröder, Berlin 2007, ISBN 978-3-547-71136-3.
- Die Kosakenbraut. Ungekürzte Ausg., 1. Auflage. List, Berlin 2009, ISBN 978-3-548-60897-6.
- Hexenschwester. Marion von Schröder, Berlin 2009, ISBN 978-3-547-71137-0.
- Hexenschwester: Historischer Roman. Taschenbuch. List, Berlin 2011, ISBN 978-3-548-61007-8.
- Der Schwur der Jungfrauen. Historischer Roman. Marion von Schröder, Berlin 2011, ISBN 978-3-547-71175-2. sowie als Audio-CD, ISBN 978-3-8368-0612-1